# تيو ديدينز
تيو ديدينز (بالألمانية: Theo Deddens)‏ (و. 1934  م) هو كاتب ألماني.